# Italo Balbo
Italo Balbo (Ferrara, 6 de junho de 1896 — Tobruk, Líbia, 28 de junho de 1940) foi um aviador, militar e político italiano. Foi ministro da aeronáutica do seu país e governador da Líbia, à época, colônia italiana.
Foi um dos primeiros a aderir ao Partido Nacional Fascista, e um dos organizadores da Marcha sobre Roma, mais tarde se tornando comandante-geral da Milícia Voluntária para Segurança Nacional e subsecretário de economia.
Em 1929, ele foi nomeado ministro da Aeronáutica, posto a partir do qual promoveu e guiou vários cruzeiros aéreos, como o cruzeiro aéreo transatlântico da Itália-Brasil e o cruzeiro aéreo Decenal. Considerado como um potencial rival político de Benito Mussolini por causa da grande popularidade alcançada, Balbo foi designado em 1934 como governador da Líbia.
No início da Segunda Guerra Mundial, ele organizou voos de reconhecimento para capturar alguns veículos blindados ingleses para suas mal-armadas tropas. Durante o retorno de um desses voos, em 28 de junho de 1940, foi derrubado por engano e morto pelo fogo antiaéreo do Cruzador italiano San Giorgio.

## Biografia

### Formação
Seus pais eram Camillo Balbo e Malvina Zuffi, ambos professores do ensino fundamental. O pai era originalmente do Piemonte, enquanto sua mãe era da romana (mas de família originária de Lugo, Ravenna). Italo foi o quarto de cinco filhos: Maria, Fausto (nascida em 1885 e morreu de doença em 1912, pai de Lino), Edmondo e Egle. Italo teve uma educação monarquista e sempre se sentiu atraido pela carreira militar.
Após seu nascimento, em 6 de junho de 1896, em Quartesana di Ferrara, a família Balbo mudou-se para Ferrara em uma casa na Via Mortara 49.
Balbo, de acordo com os documentos escolares da época, não parecia ter resultados brilhantes em seus estudos e apenas uma de suas biografias, visando aumentar suas aptidões políticas, ignora esse aspecto. Tanto que, apesar de sua mudança para San Marino para tentar terminar seus estudos, ele não terminou o ensino médio.
Ferrara naqueles anos viveu uma situação difícil, com uma classe camponesa organizada e animada por ideias socialistas e um grupo de proprietários de terras em cargos mais conservadores. Estima-se que esses trabalhadores estavam quase todos em situação de pobreza e os proprietários de terras podiam facilmente explorar o trabalho por pagamento mínimo.
Balbo, no entanto, antes do início da Primeira Guerra Mundial, estava mais interessado em participar das discussões entre monarquistas e republicanos que frequentemente eram realizadas em Caffè Mozzi. Sua posição foi mantida em ideias republicanas, mas conservadoras, e isso o colocou em desacordo com sua família.
Em 1911, soube no Café Milão da iniciativa organizada por Ricciotti Garibaldi; filho de Giuseppe Garibaldi. para libertar a Albânia do controle otomano. Fugiu de casa e tentou participar da expedição militar. Não conseguiu porque foi impedido pela polícia, que havia sido alertada por seu pai.
Em 1914, Italo Balbo aderiu ao movimento intervencionista em favor de uma guerra contra o Império Austro-Húngaro e, durante uma manifestação em Milão, conheceu Benito Mussolini.

### Carreira
Com o ingresso da Itália na Primeira Guerra Mundial, serviu no 8.º batalhão alpino "Val Fella" onde graças à sua coragem foi várias vezes condecorado. Promovido a tenente, ele deixou o batalhão em 16 de outubro de 1917, a seu pedido, com destino ao Seminário Aéreo de Turim para um curso piloto, sua verdadeira grande paixão. Essa transferência foi concretizada pouco antes da batalha de Caporetto, a 24 de outubro de 1917, ocasião em que os exércitos austro-húngaro e alemão derrotaram os italianos, e seu batalhão foi capturado.
Poucos dias depois, devido à ofensiva austro-alemã, ele foi forçado a retornar à frente. Designado para o 8.º batalhão alpino "Monte Antelao". Provavelmente não completou seu treinamento de pilotagem.
Em 1918, sob o comando da unidade de assalto do batalhão alpino "Pieve di Cadore", participou da ofensiva no monte Grappa, que libertou a cidade de Feltre. Durante a última fase da guerra, ele ganhou uma medalha de bronze e duas de prata para valor militar, atingindo o posto de capitão.
Após o armistício, Balbo permaneceu cinco meses com seu batalhão como comissário de Pinzano al Tagliamento (província de Udine).
Em março de 1919, começou a estudar Ciências Sociais em Florença, no Instituto "Cesare Alfieri". inda estudante, se matriculou na Associação Arditi e começou sua atividade jornalística como diretor do semanário militar L'Alpino, que ele fundou com Aldo Lomasti e Enrico Villa, até dezembro de 1919.
Formou-se no Instituto "Cesare Alfieri" em ciências sociais 30 de novembro de 1920 com uma tese intitulada "O pensamento econômico e social de Giuseppe Mazzini". Em sua cidade natal trabalhou como caixa de banco.

## Adesão ao fascismo

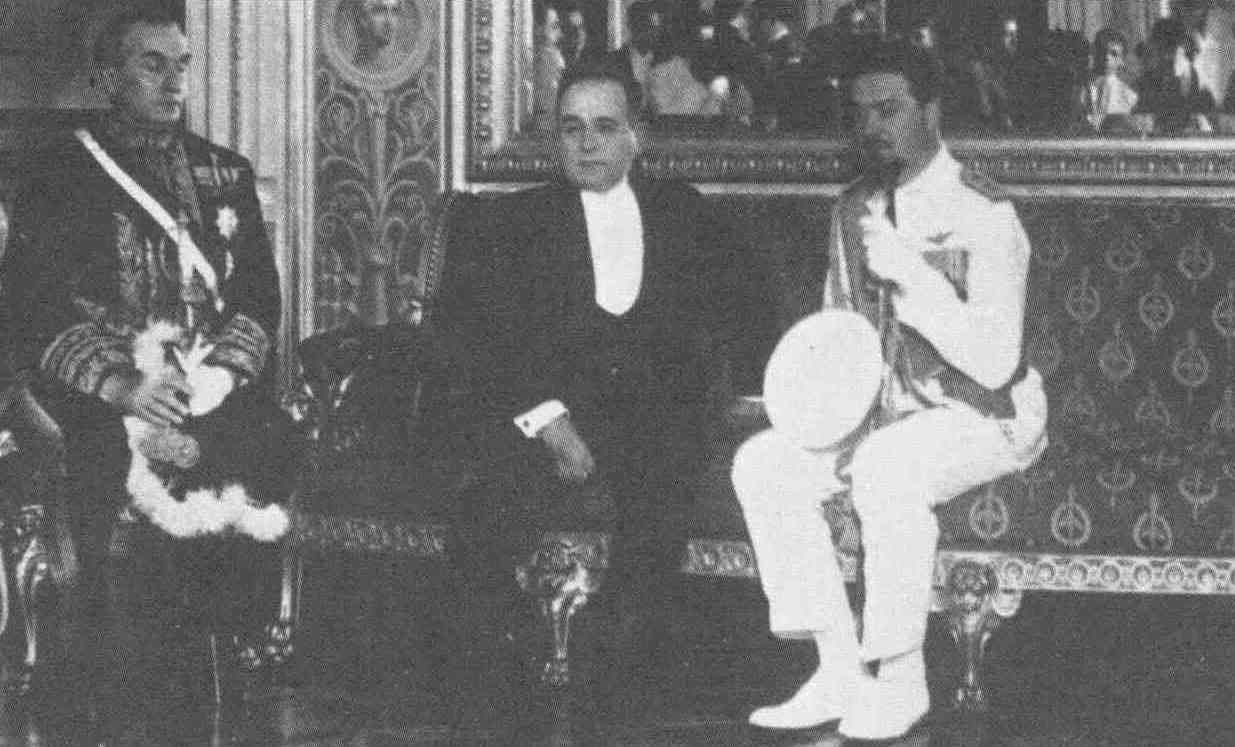
Balbo é recebido por Getúlio Vargas no Palácio do Catete, em 15 de janeiro de 1931.

Em 1921, Italo Balbo aderiu ao fascismo. Em pouco tempo tornou-se secretário do movimento em Ferrara. Formou seu próprio grupo denominado Celibano. Cometeram violências contra comunistas e socialistas em Portomaggiore, Ravena, Módena e Bolonha. O grupo invadiu uma vez o castelo de Estense em Ferrara.
Italo Balbo adotou o título etíope de Ras (equivalente a duque) para a hierarquia fascista em 1922, estabelecendo-se como liderança local do partido. Os Ras desejavam formar um estado italiano menos centralizado, indo de encontro aos desejos de Mussolini.
Balbo foi um dos quatro principais planejadores da marcha sobre Roma, juntamente com Bianchi, De Vecchi e Emilio De Bono (Benito Mussolini não participou dos momentos mais arriscados da operação). Depois deste ato a Itália caiu sob a dominação fascista.
Em 1923, foi acusado do assassinato do padre antifascista Giuseppe Minzoni em Argenta. Fugiu para Roma em 1924, e, em 1925, tornou-se comandante geral da milícia e da subsecretaria fascista para a economia nacional.

## Aviador
Início

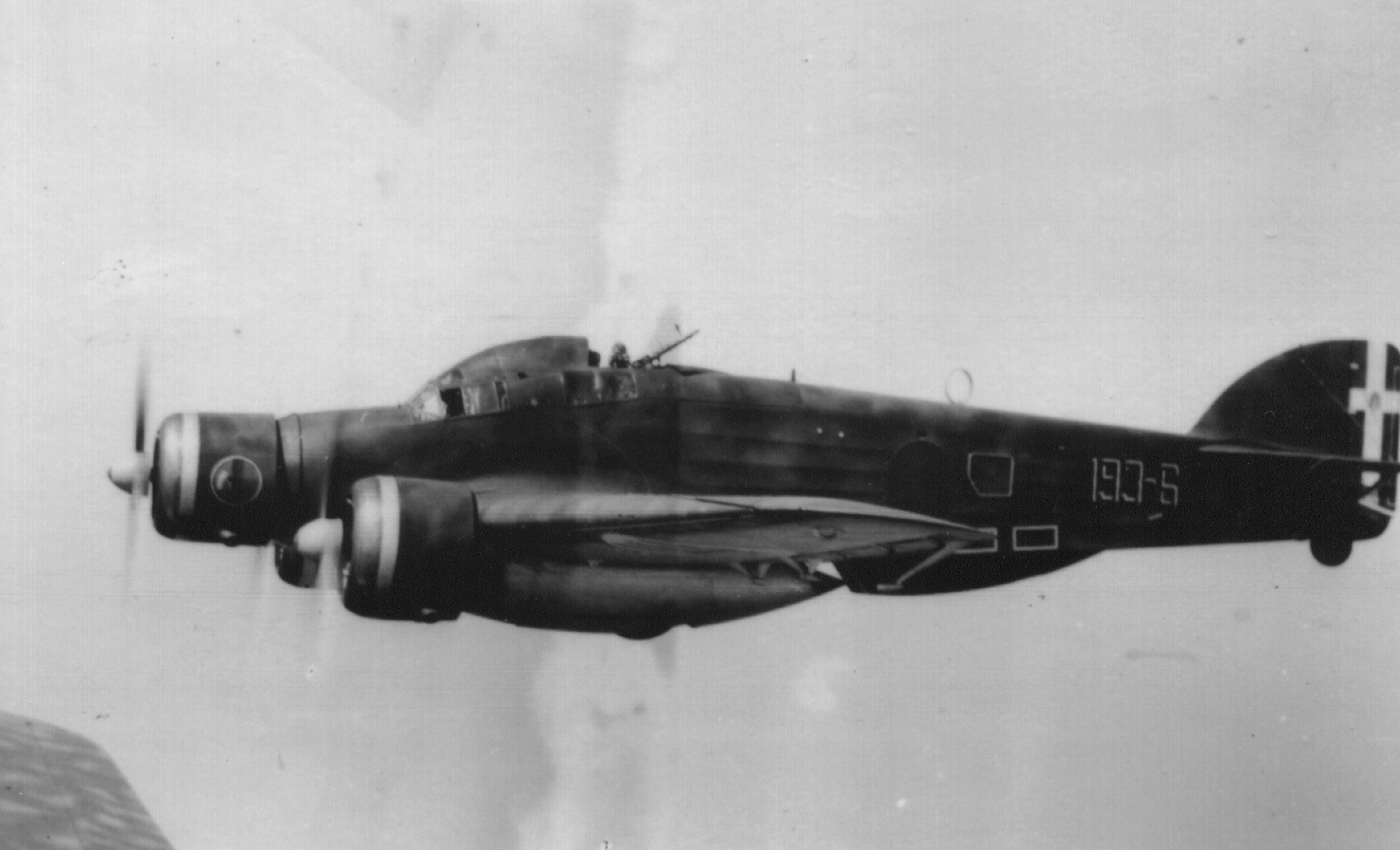
Savoia-Marchetti SM.79 -Sparviero

Em 6 de novembro de 1926, foi indicado secretário de Estado do ar (mesmo não tendo naquele momento conhecimentos sobre aviação). Passou por um curso de pilotagem na Regia Aeronautica - a força aérea italiana. Em 19 de agosto de 1928 tornou-se general da força aérea e em 12 de setembro de 1929, ministro da aeronáutica. Comandou duas travessias aéreas do oceano Atlântico.
Brasil
Em 1930, realizou seu primeiro voo transatlântico. Partiu de Orbetello, na Itália, em 17 de dezembro e chegou ao Rio de Janeiro em 15 de janeiro de 1931. Dos 14 aviões Savoia-Marchetti S.55, apenas onze concluíram a viagem. Três acidentaram-se, causando a morte de seus tripulantes.
O governo brasileiro adquiriu estas aeronaves em troca de café.
Estados Unidos
De 1.º de julho a 12 de agosto de 1933, conduziu uma esquadrilha de 24 hidroaviões S.55 de Roma até a Century of Progress International Exposition em Chicago. O voo teve várias escalas: Orbetello - Amsterdam - Derry - Reykjavík - Cartwright - Shediac - Montreal, no lago Michigan, ao parque de Burnham em Chicago. Em homenagem a este feito, Mussolini doou a coluna de Óstia à cidade de Chicago.
A cidade renomeou a sétima rua, que passou a se chamar Rua Balbo, e fez um desfile em sua homenagem. (Eric Zorn colunista do jornal Chicago Tribune pediu que a cidade dê a esta rua o nome de um ítalo-americano mais digno). Encontrou-se com o presidente Franklin Delano Roosevelt.
De volta à Itália foi promovido a marechal do ar. Depois disso, o termo "Balbo" passou a ser usado para referir-se a toda grande formação de aviões.

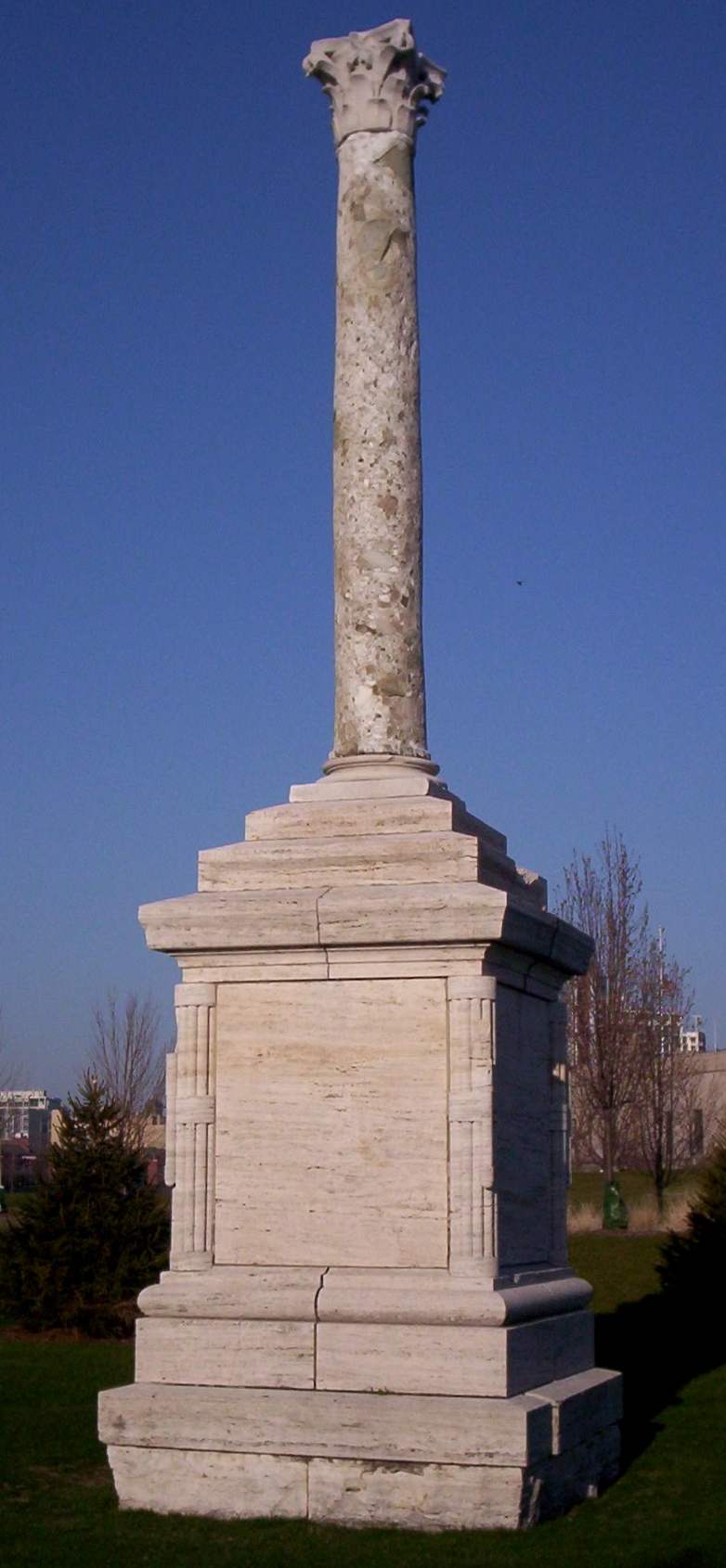
Coluna de Balbo

## África
Em 1934, Italo Balbo tornou-se governador da Líbia, então colônia italiana. Neste período, aparentemente havia causado mal-estar no partido, provavelmente devido a rivalidades e seu comportamento individualista.
Mussolini considerava-o uma ameaça. Assim sua nomeação para o cargo de governador serviria como um exílio político.
Na Líbia iniciou vários projetos: construiu estradas, tentou atrair imigrantes italianos, e esforçou-se para convencer muçulmanos a aderirem ao fascismo.
Em 1938, foi o único membro do regime fascista a opor-se fortemente à legislação racial contra os judeus.
Após a Alemanha ter invadido a Polônia em 1939, esteve em Roma para expressar seu desapontamento com o apoio de Mussolini a Adolf Hitler.
Foi o único político a criticar publicamente este aspecto da política externa de Mussolini.

## Fim trágico

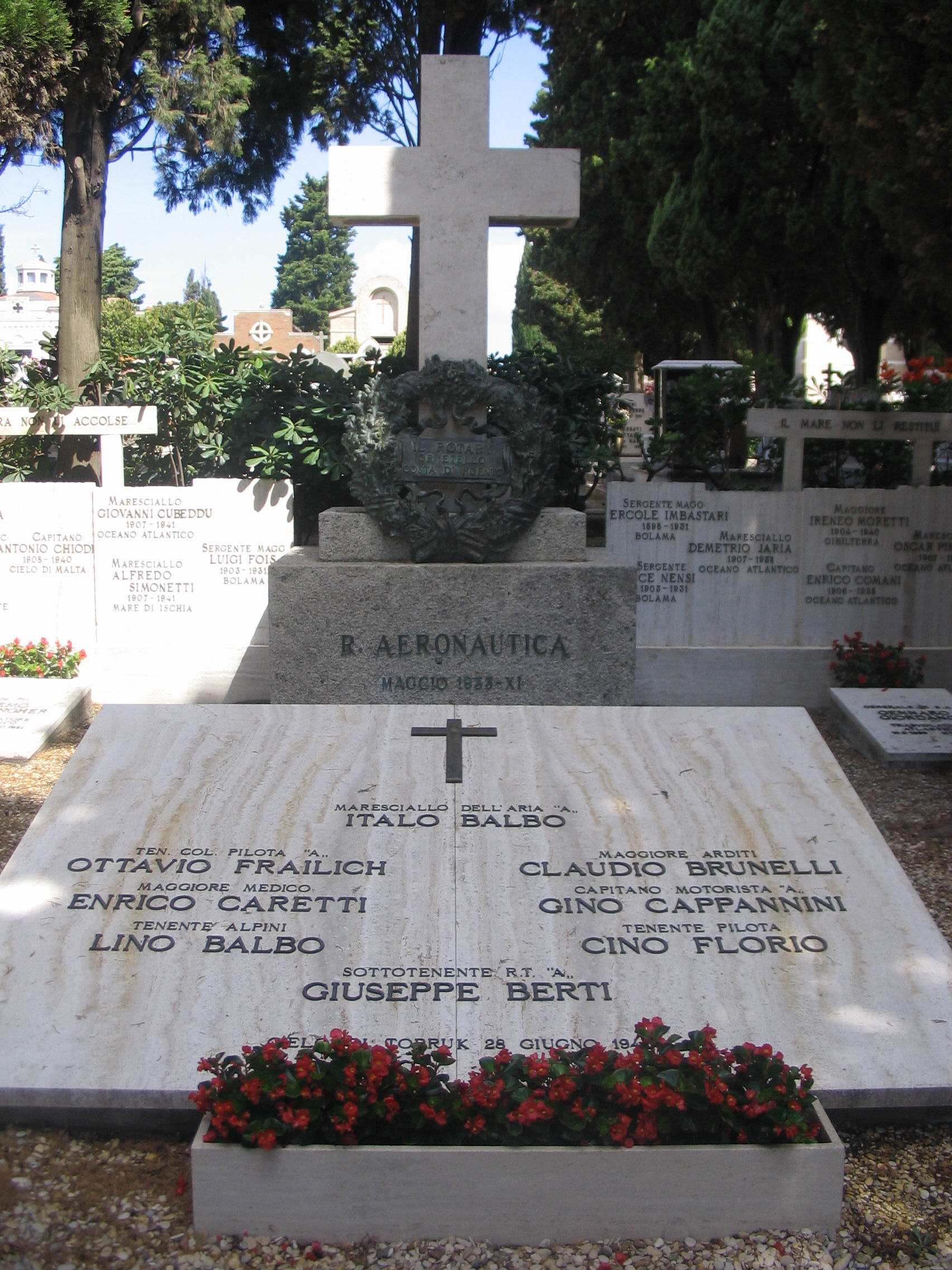
Túmulo de Ítalo Balbo, em Orbetello.

Em 28 de junho de 1940, o avião em que viajava foi abatido por engano pela artilharia antiaérea italiana em Tobruk, na Líbia. Seu avião, um Savoia-Marchetti SM.79 foi confundido com uma aeronave inimiga, pois momentos antes a força aérea britânica realizara um ataque. Os disparos que o atingiram foram efetuados pelo cruzador San Giorgio. Italo Balbo não sobreviveu e seu corpo foi enterrado em Trípoli.
Oficialmente o acontecimento é considerado um acidente. Família e amigos suspeitaram de assassinato político a mando de Mussolini.
Em 1970, o governo líbio ameaçava os cemitérios italianos em Trípoli. Assim, seus restos mortais foram enviados para a Itália e sepultados por sua família em Orbetello.